# Washington Open 2012 - Qualificazioni singolare maschile
Le qualificazioni del singolare maschile al Washington Open 2012 sono state un torneo di tennis preliminare per accedere alla fase finale della manifestazione. I vincitori dell'ultimo turno sono entrati di diritto nel tabellone principale. In caso di ritiro di uno o più giocatori aventi diritto a questi sono subentrati i lucky loser, ossia i giocatori che hanno perso nell'ultimo turno ma che avevano una classifica più alta rispetto agli altri partecipanti che avevano comunque perso nel turno finale.

## Qualificazioni

### Teste di serie
1. Michael Russell (qualificato)
2. Jesse Levine (qualificato)
3. Michael Berrer (ultimo turno)
4. Florent Serra (qualificato)

1. Paul Capdeville (primo turno)
2. Marco Chiudinelli (qualificato)
3. Wayne Odesnik (primo turno, ritiro a causa della stanchezza)
4. Tejmuraz Gabašvili (ultimo turno)

### Qualificati
1. Michael Russell
2. Jesse Levine

1. Marco Chiudinelli
2. Florent Serra

### Tabellone

#### Sezione 1
|  | Primo turno | Primo turno        | Primo turno        | Primo turno | Primo turno |  |  | Ultimo turno | Ultimo turno       | Ultimo turno       | Ultimo turno | Ultimo turno |  |
|  |             |                    |                    |             |             |  |  |              |                    |                    |              |              |  |
|  | 1           | Michael Russell    | 4                  | 6           | 6           |  |  |              |                    |                    |              |              |  |
|  |             | Miša Zverev        | 6                  | 1           | 4           |  |  | 1            | Michael Russell    | Michael Russell    | 6            | 6            |  |
|  | WC          | Jarmere Jenkins    | Jarmere Jenkins    | 4           | 5           |  |  | 8            | Tejmuraz Gabašvili | Tejmuraz Gabašvili | 4            | 1            |  |
|  | 8           | Tejmuraz Gabašvili | Tejmuraz Gabašvili | 6           | 7           |  |  |              |                    |                    |              |              |  |

#### Sezione 2
|  | Primo turno | Primo turno   | Primo turno   | Primo turno | Primo turno |  |  | Ultimo turno | Ultimo turno  | Ultimo turno | Ultimo turno | Ultimo turno |  |
|  |             |               |               |             |             |  |  |              |               |              |              |              |  |
|  | 2           | Jesse Levine  | Jesse Levine  | 6           | 6           |  |  |              |               |              |              |              |  |
|  | WC          | Evan King     | Evan King     | 4           | 4           |  |  | 2            | Jesse Levine  | 3            | 6            | 7            |  |
|  |             | Robby Ginepri | Robby Ginepri | 6           | 4           |  |  |              | Robby Ginepri | 6            | 3            | 65           |  |
|  | 7           | Wayne Odesnik | Wayne Odesnik | 4           | 2r          |  |  |              |               |              |              |              |  |

#### Sezione 3
|  | Primo turno | Primo turno       | Primo turno | Primo turno | Primo turno |  |  | Ultimo turno | Ultimo turno      | Ultimo turno      | Ultimo turno | Ultimo turno |  |
|  |             |                   |             |             |             |  |  |              |                   |                   |              |              |  |
|  | 3           | Michael Berrer    | 7           | 3           | 7           |  |  |              |                   |                   |              |              |  |
|  | WC          | Mitchell Frank    | 65          | 6           | 5           |  |  | 3            | Michael Berrer    | Michael Berrer    | 3            | 68           |  |
|  |             | Tim Smyczek       | 6           | 6           | 2           |  |  | 6            | Marco Chiudinelli | Marco Chiudinelli | 6            | 710          |  |
|  | 6           | Marco Chiudinelli | 4           | 78          | 6           |  |  |              |                   |                   |              |              |  |

#### Sezione 4
|  | Primo turno | Primo turno     | Primo turno   | Primo turno | Primo turno |  |  | Ultimo turno | Ultimo turno  | Ultimo turno | Ultimo turno | Ultimo turno |  |
|  |             |                 |               |             |             |  |  |              |               |              |              |              |  |
|  | 4           | Florent Serra   | Florent Serra | 7           | 6           |  |  |              |               |              |              |              |  |
|  |             | Ricardo Mello   | Ricardo Mello | 5           | 2           |  |  | 4            | Florent Serra | 6            | 4            | 6            |  |
|  | Alt         | Robert Farah    | 6             | 2           | 6           |  |  | Alt          | Robert Farah  | 4            | 6            | 3            |  |
|  | 5           | Paul Capdeville | 4             | 6           | 4           |  |  |              |               |              |              |              |  |